# Kongobarbett
Kongobarbett (Gymnobucco sladeni) är en fågel i familjen afrikanska barbetter inom ordningen hackspettartade fåglar.

## Utbredning och systematik
Fågeln förekommer i skogar i centrala och östra Kongo-Kinshasa samt sydvästra Centralafrikanska republiken. Den behandlas som monotypisk, det vill säga att den inte delas in i några underarter.

## Status
IUCN kategoriserar arten som livskraftig.